# Reusel
Reusel – wieś w Holandii, w prowincji Brabancja Północna, w gminie Reusel-De Mierden.